# Josué Mendes Filho
Josué Mendes Filho (1945 – Fortaleza, 11 de abril de 2017) foi um físico, pesquisador e professor universitário brasileiro.
Comendador da Ordem Nacional do Mérito Científico, Josué era pioneiro na compreensão das propriedades ópticas, vibracionais e estruturais de diversos materiais.

## Biografia
Formado em física pela Universidade Federal do Ceará, em 1967, obteve o mestrado em 1973 pela Universidade de Brasília, com doutorado pela Universidade Estadual de Campinas, em 1984, onde investigou espalhamento Raman e transição de fase. É considerado um dos maiores pesquisadores brasileiros e um dos grandes nomes da física nacional.
Era Bolsista de Produtividade nível 1A do CNPq, o único a atingir esse patamar na história da Física no Ceará. Trabalhava principalmente com Física do Estado Sólido usando como ferramenta de estudo o espalhamento de luz pela matéria e fez significativas contribuições para o entendimento das propriedades ópticas, vibracionais e estruturais de diversos materiais.
Publicou mais de 270 artigos em revistas internacionais, que resultaram em cinco mil citações da comunidade internacional. Em novembro de 2016, recebeu o título de professor emérito da Universidade Federal do Ceará, das mãos do reitor Henry de Holanda Campos.

## Morte
Josué morreu na madrugada do dia 11 de abril de 2017, em Fortaleza, aos 72 anos. Seu corpo foi sepultado no Cemitério Parque da Paz, na capital cearense, seguido de luto oficial na universidade por três dias.